# Кальджа-Мысовая
Кальджа-Мысовая (вариант Мысовая Кальджа) — исчезнувшая деревня в Колпашевском районе Томской области. На момент упразднения входила в состав Тискинского сельсовета. Упразднена в 1972 году.

## География
Деревня располагалась на правом берегу реки Кальджа вблизи впадения ее в протоку Кальджинская Старица реки Обь, в 10 км (по прямой) к югу от посёлка Большая Саровка.

## История
Деревня была основана в 1918 г. В 1928 году деревня состояла из 26 хозяйств. В административном отношении являлась центром Кальджинского сельсовета Колпашевского района Томского округа Сибирского края.
В 1934 году в деревне образован колхоз имени Коминтерна. С 1950 года отделение колхоза имени Калинина.
Решением № 187 Томского облисполкома от 20 июля 1972 г. деревня Кальджа-Мысовая исключена из учётных данных.

## Население
| 1920 | 1926 | 1939 | 1952 | 1959 | 1970 |
| ---- | ---- | ---- | ---- | ---- | ---- |
| 144  | ↗145 | ↘131 | ↗189 | ↘89  | ↘15  |

В 1926 году основным населением деревни были русские.